# Port Clinton
Port Clinton ist eine City im und der Verwaltungssitz vom Ottawa County in Ohio, Vereinigte Staaten. Das U.S. Census Bureau ermittelte bei der Volkszählung 2020 eine Einwohnerzahl von 6025.
Der Ort liegt auf der Marblehead Halbinsel an der Mündung des Portage River in den Eriesee. Der örtliche Flughafen Carl R. Keller Field trägt den IATA-Code PCW.

## Geographie
Port Clintons geographische Koordinaten sind 41° 31′ N, 82° 56′ W (41,509857, −82,940156).
Nach den Angaben des United States Census Bureaus hat die Stadt eine Gesamtfläche von 5,91 km², wovon 5,39 km² auf Land und 0,52 km² auf Gewässer entfallen.

## Persönlichkeiten
- George Ege (1748–1829), Metallfabrikant